# Franco Selvaggi
Franco Selvaggi (født 15. maj 1953 i Subiaco, Italien) er en italiensk tidligere fodboldspiller (angriber) og -træner, der blev verdensmester med Italiens landshold ved VM 1982.

## Karriere
Selvaggi spillede hele sin karriere i hjemlandet, hvor han blandt andet var tilknyttet Cagliari, Torino, Udinese og Inter.
For det italienske landshold nåde Selvaggi at spille tre kampe. Han blev verdensmester omend han ikke var på banen i nogen af italienernes syv kampe i turneringen.

## Titler
VM
- 1982 med Italien